# Laurynas Beliauskas
Laurynas Beliauskas (Klaipėda, 2 marzo 1997) è un cestista lituano.